# École Nationale Supérieure d'Arts et Métiers
A École Nationale Supérieure d'Arts et Métiers, ou Arts et Métiers Sciences et Technologies ou Arts et Métiers (ENSAM) é um famoso Instituto de Engenharia francês e um membro fundador da ParisTech (Paris Institute of Technology) e da France AEROTECH. Em 2007, seu nome foi alterado para “Arts et Métiers ParisTech”.
Ela tem treinado mais de 85.000 engenheiros, desde a sua fundação em 1780 por duque de La Rochefoucauld Liancourt.
É uma instituição pública, científica, cultural e profissional (EPCSCP), sob a supervisão do Ministério do Ensino Superior e Pesquisa.
Atualmente, as parcerias com mais de 100 universidades e instituições estrangeiras o que permite a Arts et Métiers ParisTech a oferecer inúmeras oportunidades para os seus alunos para estudar no exterior.
Desde setembro de 2011, estudantes de engenharia da ENSAM formam o corpo de engenheiros militares em parceria com o Ministério da Defesa da França.

## Cifras
- 6.200 alunos[1]
- 1.200 engenheiro graduados por ano na École Nationale Supérieure d'Arts et Métiers[1]
- Mais de 300 outros diplomados[1]
- 400 professores[1]
- 600 funcionários técnicos e administrativos[1]
- 100 pessoas com contratos privados[1]
- 15 laboratórios e equipes de pesquisa[1]
- Orçamento global de € 100 milhões[1]
- € 15,4 milhões o volume de negócios para a investigação[1]
- € 4 milhões o volume de negócios para a educação continuada[1]

## Alunos famosos
A seguir uma relação de ex-alunos famosos:
- Pierre Bézier (Paris, 1927), inventor do desenho assistido por computador
- Jean-Lou Chameau (Lille 1972), presidente do California Institute of Technology
- Jonathan Benassaya co-fundador da Deezer
- Jean-François Dehecq (Lille, 1958), CEO da Sanofi Aventis
- Roland Vardanega (Cluny, 1961), CEO da PSA Peugeot Citroën
- Henri Verneuil (Aix, 1940), cineasta
- Sebastien Breteau, (Bordeaux, 1992) CEO da AsiaInspection
- Alexandru G. Golescu (Paris, 1839), politico romeno